# St. Magdalena in Oberlehen

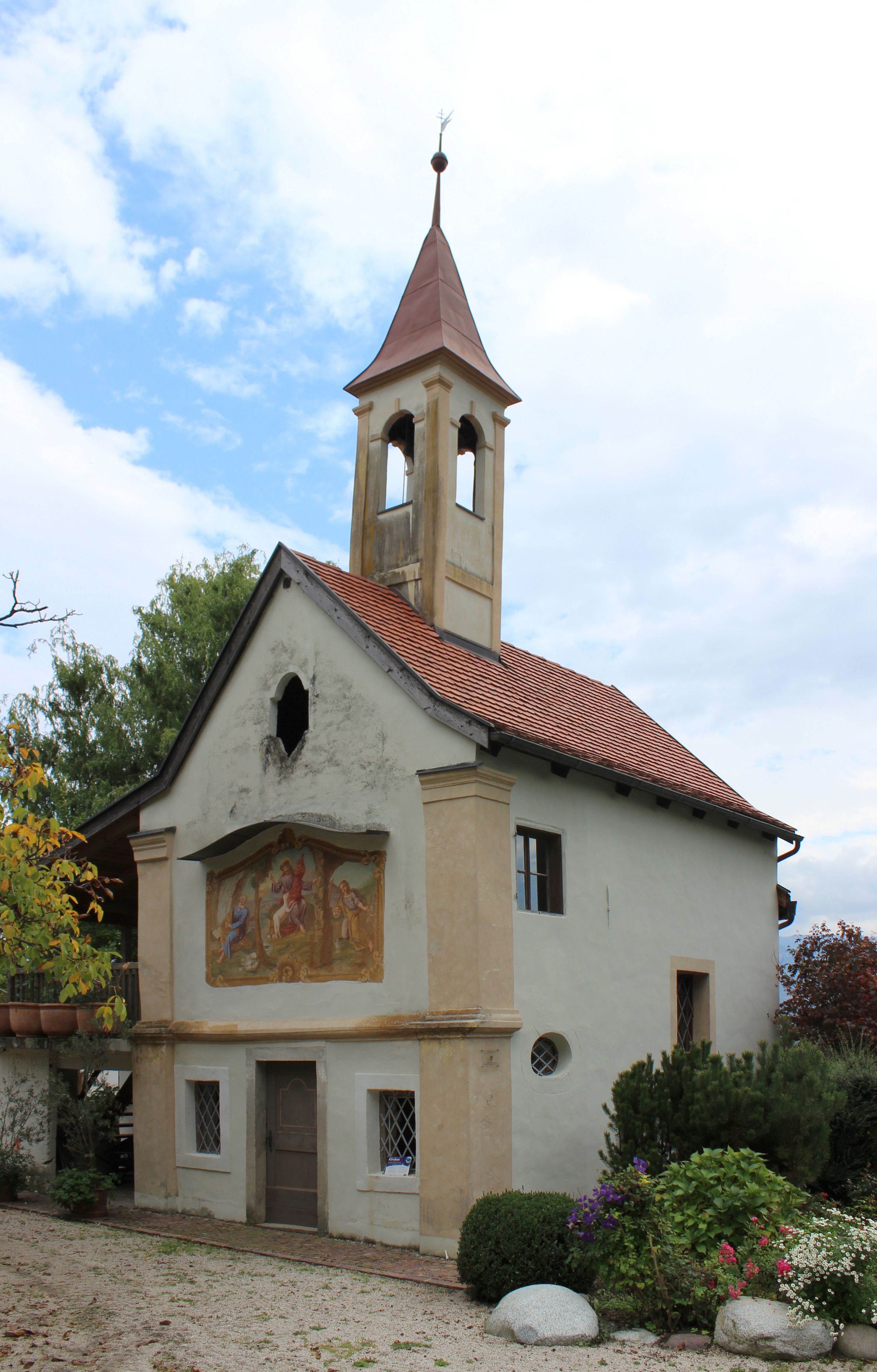
St. Magdalena in Oberlehen Nordansicht

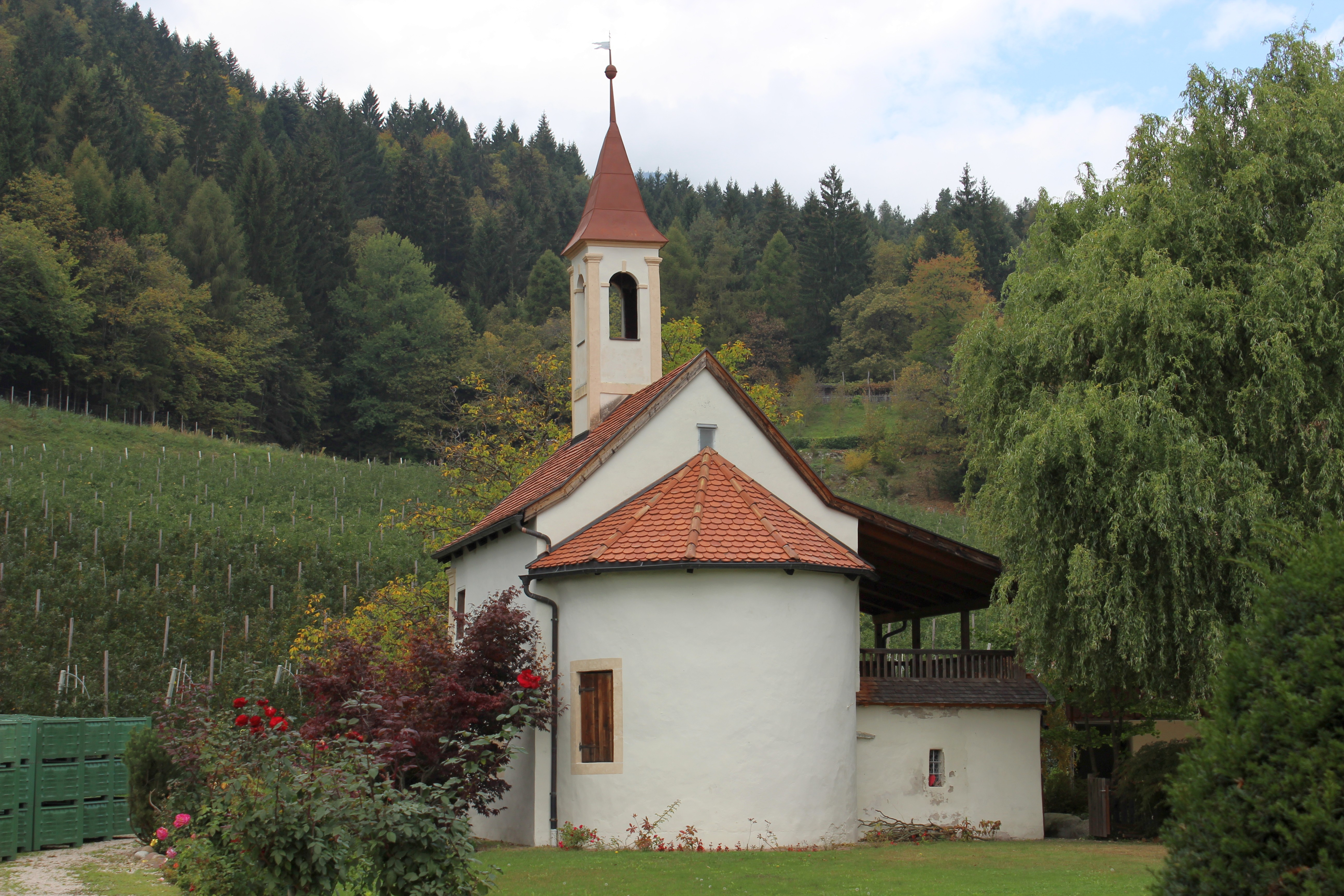
Rückansicht

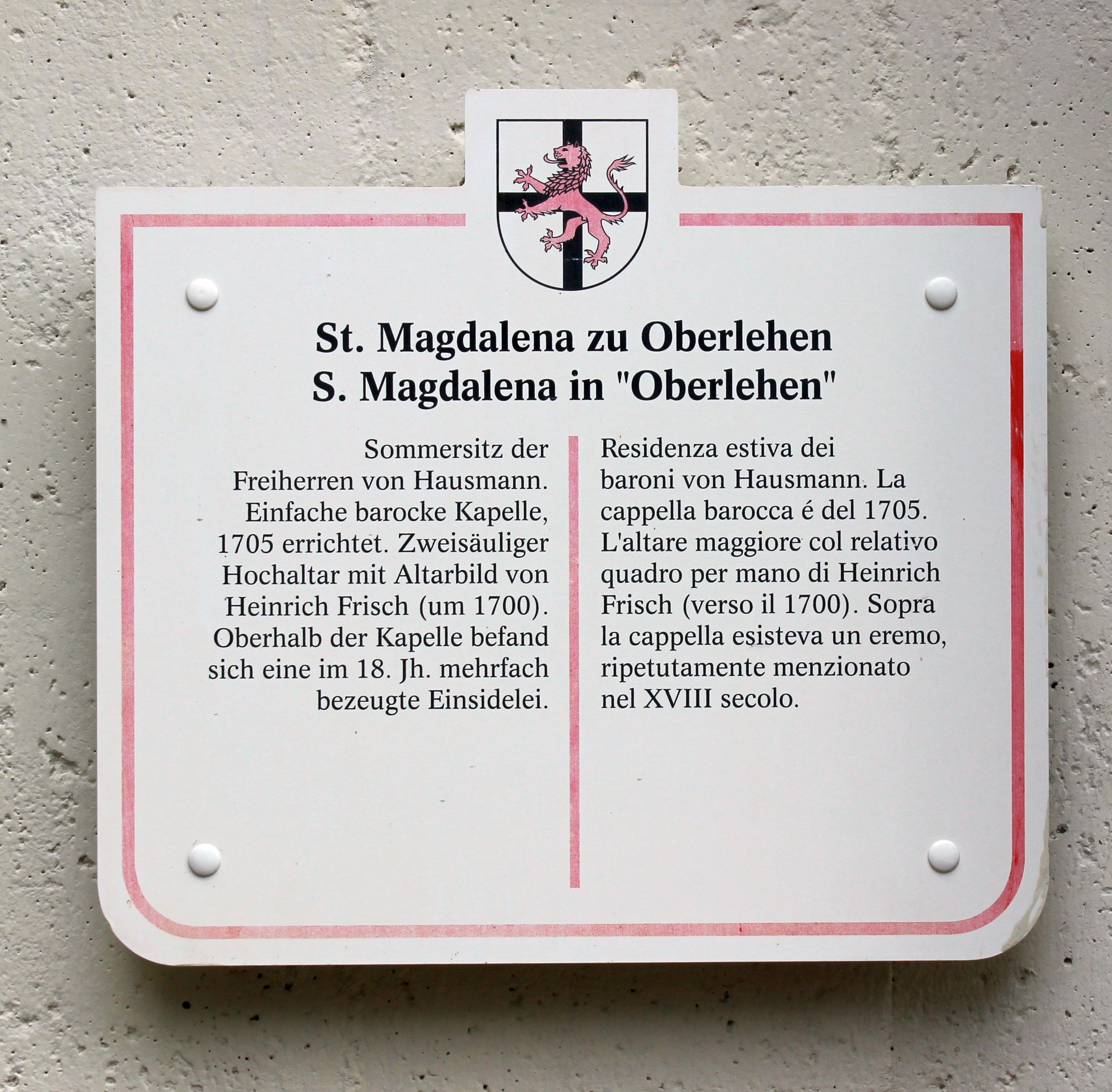
Plakette

Die römisch-katholische Kapelle St. Magdalena in Oberlehen bei Völlan, einer Fraktion der Marktgemeinde Lana in Südtirol, wurde 1704/05 als Hofkapelle des Oberlehenhofes, des Sommersitzes der Freiherren von Hausmann, errichtet. Sie ist als Baudenkmal geschützt.

## Lage
Die Kapelle des 1989 abgerissenen Oberlehenhofes befindet sich oberhalb des Ortseinganges von Völlan in der Ortslage Winkel.

## Geschichte
Die Kapelle ist aus einem ehemaligen Lehengut der Freiherren von Hausmann, die es als Sommerfrische nutzten, entstanden. Der Hof war im 17. Jahrhundert in Besitz der Herren von Goldegg und der Familie Malleyer, worauf die Freiherren von Hausmann folgten. Baron Karl Felix von Hausmann, Gerichtsherr zum Stein unter Lebenberg gab den Auftrag, neben seinem Sommersitz eine Hofkapelle zu errichten. Die Bauarbeiten begannen 1704 und waren nach einjähriger Bauzeit abgeschlossen. 1705 wurde die Kapelle in Gegenwart weltlicher und geistlicher Herren feierlich benediziert. Karl Felix von Hausmann stiftete 4 Quatember- und zwei weitere Messen, wofür der Kurat 4 fl. 32 kr. bezog. 1796 fiel der Hof samt Kapelle in bäuerlichen Besitz. Der Käufer hatte die Auflage, die Unterhaltung der Kapelle und der gestifteten Messen sowie den Mesnerdienst zu gewährleisten. 1910 erfuhr der Innenraum eine Neugestaltung, wobei die Wände teilweise von Martin Adam neu bemalt wurden. 1989 wurde das neben der Kapelle befindliche Sommerhaus abgebrochen.

## Beschreibung
Die einfache barocke Kapelle besitzt eine Rechtecktür und ist mit einem Dachreiter mit Pyramide versehen. An der äußeren Westwand befindet sich das Fresko „Petrus, Pastor bonus, Magdalena“. Der zweisäulige Altar im Inneren mit dem Gemälde „Heilige Magdalena in Kreuzbetrachtung“ vom Maler Heinrich Frisch stammt aus der Erbauerzeit. Die Ausmalung der Wände im Innen- und Außenbereich gehen auf Martin Adam zurück, der diese 1910 neu gestaltete.

## Brauchtum
Früher zog jeweils am vierten Freitag des Monats Mai eine Kreuzwegs-Prozession zur Kapelle hinauf. Dies geschah auf Anregung des damaligen Kuraten Joseph Haug. Oberhalb der Kapelle existierte im 18. Jahrhundert eine Einsiedelei.